# Culicoides effusus
Culicoides effusus är en tvåvingeart som beskrevs av Mercedes Delfinado 1961. Culicoides effusus ingår i släktet Culicoides och familjen svidknott. Inga underarter finns listade i Catalogue of Life.